# Кипрская война (390—380 до н. э.)
Кипрская война 390—380 до н. э. — восстание царя Саламина на Кипре Эвагора против власти персидского царя Артаксеркса II.